# اللا وجود

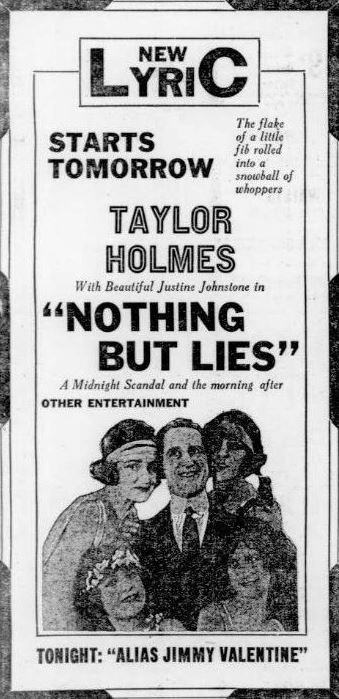

اللا وجود هو اللا شيء، الذي يدل على غياب شيء ما. واللا وجود هو ضمير مرتبط بـ العدم.
ويدل مصطلح اللا وجود، في الاستخدامات غير التقنية، على الأشياء التي تفتقر إلى التقدير أو الاهتمام أو القيمة أو الملاءمة أو الأهمية. ويُعتبر العدم هو حالة من كون اللا شيء، أو حالة عدم وجود أو تملك أو حيازة أي شيء.

## الفلسفة الغربية
يعتقد البعض أن دراسة «اللا وجود» أمرًا سخيفًا، ويرد على هذا النوع من الاعتقاد جاكومو كازانوفا (Giacomo Casanova) (1725–1798) برد تقليدي في محادثة مع مالك الأرض، دكتور غوزي، الذي تصادف أنه كان قسًا،
ومع ذلك، يتم التعامل مع موضوع «العدم» كموضوع هام يستحق البحث لفترة طويلة جدًا. وفي الفلسفة، ومن أجل تجنب الوقوع في الفخ اللغوي حول معنى «اللا وجود»، يتم توظيف عبارة مثل اللا كونية لتوضيح اللبس فيما هو مناقش.